# Zofia Samul

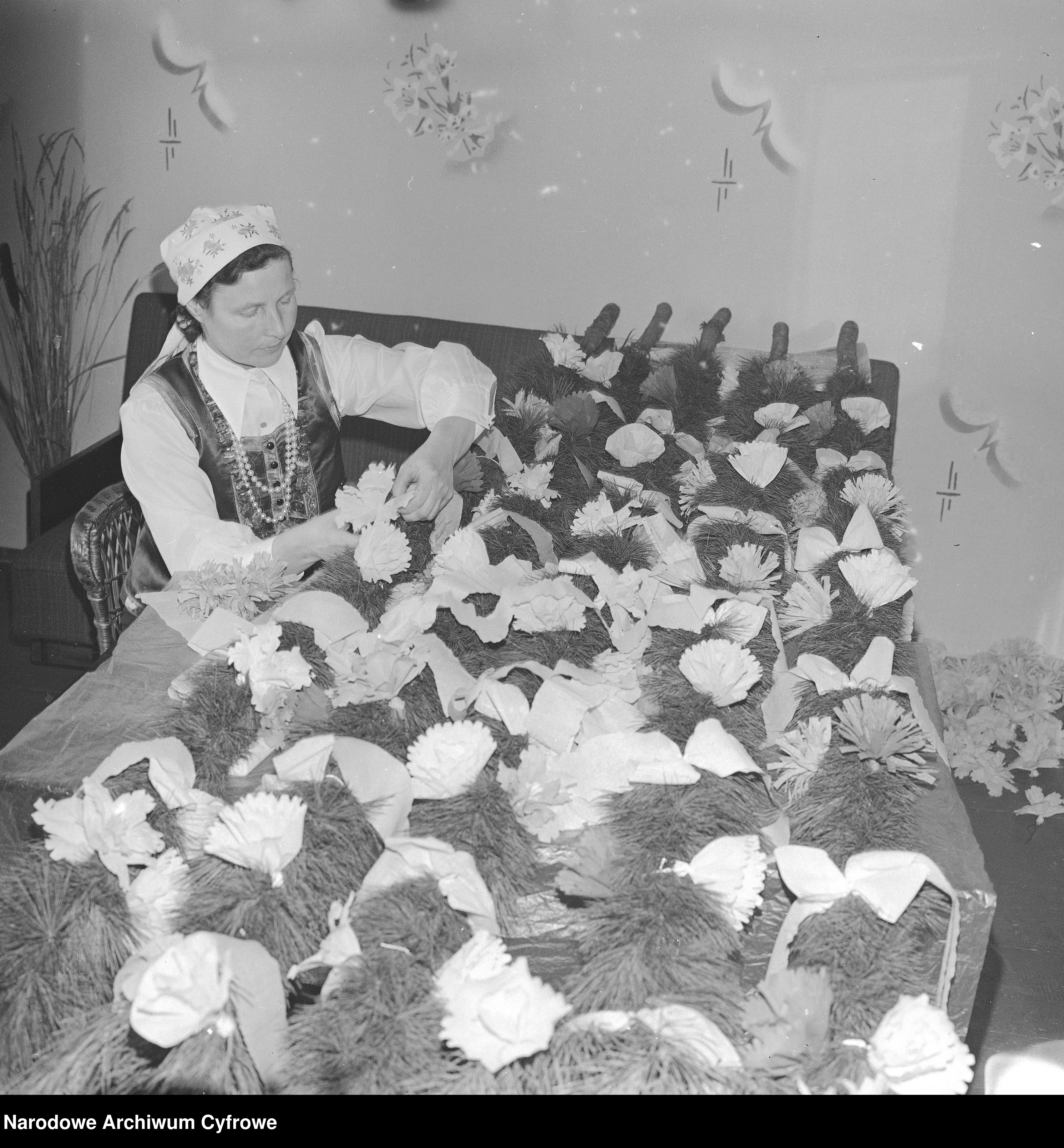
Zofia Samul wykonuje palmę kurpiowską, 1979

Zofia Samul (ur. 20 marca 1936 w Dębach) – polska artystka ludowa, gawędziarka, wycinankarka, twórczyni palm kurpiowskich, działaczka społeczna, śpiewaczka i rękodzielniczka z Puszczy Zielonej. Była członkini zespołu folklorystycznego „Myszyniec” w Myszyńcu.

## Życiorys
Jest córką Stanisława Kobus i Anieli z domu Dziczek. Pod kierunkiem matki uczyła się robienia kwiatów i palm z bibuły oraz kierców, wycinanek, koronek, haftów i lepienia byśków. Ma wykształcenie średnie ogólnokształcące, przez całe życie prowadziła gospodarstwo rolne.
Była radną Rady Gminy Łyse przez 3 kadencje oraz członkinią Wojewódzkiej Rady Kobiet w latach 1975–1990 (województwo ostrołęckie). Jest jedną z założycielek i od 1963 przewodniczącą Koła Gospodyń Wiejskich w Dębach. W tej wsi m.in. wraz ze Stanisławem Ceberkiem założyła zespół pieśni i tańca.
Wykonuje palmy, kwiaty z bibuły, pisanki, wieńce dożynkowe, pisanki, ozdoby bożonarodzeniowe, tradycyjne wycinanki, kierce, bukiety, koronki. Artystka wizytuje w lokalnych szkołach i prowadzi warsztaty kręcenia kwiatów z bibuły oraz tworzenia palem. Wielokrotnie jako twórczyni ludowa brała udział w warsztatach etnograficznych „Ginące Zawody” organizowanych przez Muzeum Kultury Kurpiowskiej w Ostrołęce.
Laureatka licznych lokalnych konkursów rękodzielniczych i przeglądów śpiewaczych. Od 1984 należy do Stowarzyszenia Twórców Ludowych.

## Wyróżnienia, nagrody, osiągnięcia
- 2004 – Nagroda Starosty Ostrołęckiego[8]
- Odznaka honorowa „Zasłużony dla Kultury Polskiej”[1]
- Nagroda Ministra Kultury[1]
- 2014 – Nagroda Prezesa Związku Kurpiów „Kurpik” w kategorii „Twórczość ludowa”[9]
- 2019 – Medal Pro Masovia Marszałka Województwa Mazowieckiego[10]